# NGC 7357
NGC 7357 (другие обозначения — PGC 69544, UGC 12162, IRAS22400+2954, MCG 5-53-11, NPM1G +29.0466, ZWG 495.16) — спиральная галактика (Sb) в созвездии Пегас.
Этот объект входит в число перечисленных в оригинальной редакции «Нового общего каталога».